# Guerra contra el narcotráfico en Nayarit
La Guerra contra el narcotráfico en Nayarit fue una de las nuevas zonas activas del narcotráfico que comenzó a finales del 2009 en todo el estado de Nayarit, con enfrentamientos y ejecuciones principalmente en la Zona Metropolitana de Tepic, capital y ciudad más poblada del estado. Desde su inicio, se adjudican cerca de 25,000 asesinatos en el estado por parte de grupos criminales, durante el período de 2009 a 2012, lapso de tiempo en el que el estado fue azotado por la violencia. Durante este período el estado estaba bajo el mando del exgobernador Ney González, el cual estuvo en el cargo por el PRI de 2006 a 2012.
Después de la toma del exgobernador de Nayarit, Roberto Sandoval, en el último semestre del 2012, la ciudad presentó una disminución en el número de ejecuciones y actos delictivos durante su mandato, el cual daría fin en septiembre de 2017. Sin embargo, durante ese año el estado experimentó nuevamente un aumento en los índices delictivos, siendo el año más violento durante el mandato del exgobernador, el cual terminó con un aproximado de 200 ejecuciones, el mayor número desde 2012, el cual terminó con 288 homicidios.

## Antecedentes
En el año 2005, el nuevo Procurador Manuel Béjar Fonseca, recibió a una persona identificada como Isidro Franco, quien buscó negociar con el funcionario, para que le permitiera operar negocios ilícitos en la costa sur del Estado, como previamente lo había venido haciendo en la administración de Antonio Echevarría Domínguez; por este motivo, el sujeto fue detenido.

## Comienzos (2009 - 2011)
Durante la década del 2000, de acuerdo con el Instituto Nacional de Estadística y Geografía (INEGI), el estado de Nayarit tuvo un promedio anual de 130 homicidios (1,304 para 10 años), de los cuales el 28.37% de estos (370), fueron realizados en la capital del estado. El año más violento durante este período fue 2009, con un total de 195 casos, de los cuales 36.41% (71), ocurrieron en la capital. Mientras tanto, el año con menor número de homicidios fue 2006 con un total de 103, de los cuales el 27.18% (28) fueron en la capital. El estado increíblemente presentó una disminución de homicidios dolosos en comparación de la década de los 90, donde al menos 1,972 personas fueron asesinadas durante ese período, siendo 1994 el año con el mayor número de estos, con 268 casos. 

### 2010
En el año de 2010, la ciudad de Tepic fue nombrada la decimotercera ciudad más peligrosa del mundo, lista realizada por el Consejo Ciudadano para la Seguridad Pública y Justicia Social. La tasa fue de 79.9 homicidios dolosos por cada 100 mil habitantes, con un total de 343 homicidios sólo en la ciudad, lo cual representó el 63.4% de los homicidios del estado. Mientras tanto, el estado registró un total de 541 homicidios dolosos, prácticamente el doble homicidios en comparación con el año más violento registrado, 1994, el cual llevó 268 casos.
El siguiente listado muestra los enfrentamientos más fuertes;
- 31 de enero. Un comando armado se enfrenta a tiros con un grupo delictivo en la Av. Insurgentes, esquina con alameda central, el saldo fue de 5 personas muertas y 6 más heridas.

- 12 de junio. Un enfrentamiento a balazos entre presuntos sicarios y elementos policiales en Tepic. Los hechos se registraron en la plaza comercial Cigarrera (Soriana) cerca de la 1:30 p. m., el saldo fue al menos 9 personas muertas (8 sicarios y 1 policía) y 2 más heridos.
- 14 de junio. Hombres armados en la colonia Rey Nayar de Tepic balearon a 15 jóvenes que se encontraban en un autolavado denominado Gamboa, el saldo fue 15 jóvenes muertos y 2 más heridos.[1]

- 18 de junio. Al menos cuatro muertos (3 sicarios y 1 militar), así como 6 heridos militares, es el saldo preliminar de un enfrentamiento que inició alrededor de las 6 de la mañana, cerca del poblado Los Sabinos, entre Bellavista (Tepic) y Francisco I. Madero (Nayarit).

- 15 de noviembre. Fin de semana violento en la ciudad de Tepic, una balacera registrada a la altura del Puente Jacarandas, el saldo fue de 13 personas muertas entre ellas 3 menores de edad (de 2 -5 años).

- 17 de noviembre. 3 personas asesinadas y luego colgadas en el Puente Jacarandas en la colonia alemana de la ciudad de Tepic.

### 2011
De acuerdo con las estadísticas del INEGI, el 2011 fue el año en donde el estado se vio más afectado por la violencia, ya que el número de homicidios fue mayor al 2010. De acuerdo con el instituto, en 2011 fueron asesinadas 583 personas, 42 más que el año pasado. El porcentaje de ejecuciones aumentó en comparación a 2010, donde los 19 municipios restantes, (excluyendo Tepic y Xalisco), contaban con el 36.6% de las muertes, este número aumentó a 48.72% en el 2011.
- 28 de enero: En la madrugada se registra un sanguinario enfrentamiento entre dos grupos rivales para tomar la plaza de Pantanal, que pasa a ser de un atentado a una gran balacera que termina tomando lugar en un jardín de niños por lo que hubo fuego cruzado que se expandió por todo el poblado a causa de la llegada del ejército mexicano, la marina armada y la Policía Federal empezando desde las 6 de la mañana hasta las 12 siendo más de 6 horas de Detonaciones.

- 6 de abril: Dos personas del sexo masculino fueron halladas asesinadas en el Puente Los Lobos, después de asesinarlas le arrancaron totalmente la piel.

- 9 de septiembre: Balaceras en la ciudad de Tepic (3), la primera se llevó a cabo en la colonia Matatipac, después en Los Sauces, y luego una en la colonia Ahuacate, el saldo fue de 14 personas heridas.

## Disminución de la violencia (2012 - 2016)

### 2012
Tras la toma de protesta del exgobernador del estado, Roberto Sandoval, en el último semestre del año 2012, el estado presentó una disminicón de la violencia repentina. Los homicidios pasaron de casi 600 en 2011, hasta 288 el siguiente año, es decir, una disminución del 50.61% en los homicidios. Esto se debió, según varias fuentes, a la nueva estrategia de seguridad implementada por el nuevo gobierno del estado. Sin embargo en la evolución de los hechos existen evidencias de que la relativa calma o Pax Mafiosa se debía principalmente a acuerdos entre el crimen organizado y el exfiscal Edgar Veytia así como el exgobernador Roberto Sandoval que se encuentra bajo investigación por su supuesta participación en operaciones de recursos de procedencia ilícita.
En el curso de los hechos la ciudad de Tepic presentó 83 homicidios durante el año, el 28.8% de los casos, una disminución de 72%.

### 2013 a 2016
Durante el período de 4 años, de 2013 a 2016, el total de homicidios del estado fue de 694 homicidios dolosos, de los cuales menos del 60% fueron relacionados con el narcotráfico. Del total de homicidios el 32.5% fueron en 2013 (226), 24.9% en 2014 (173), 21% en 2015 (146) y 21.4% en 2016 (149).

## Aumento de la violencia (2017 - 2018)

### 2017
Desde el comienzo del año 2017, el estado presentó aumentos en los índices delictivos en comparación con años anteriores. Hasta finales de año, al menos 140 personas se encontraban desaparecidas en el estado, de los cuales a 130 se les vio por última vez durante 2017, la mayoría en el municipio de Tepic. Para diciembre de dicho año, más de 200 personas habían sido ejecutadas en relación con el crimen organizado, siendo este el primer año desde 2013 en sobrepasar las 200 ejecuciones anuales, y el primero desde 2012 en sobrepasar los 200 homicidios en relación con el narcotráfico. Se estima que entre 250 a 300 personas fueron asesinadas durante el año en el estado, la gran mayoría en el área metropolitana de Tepic.
- 8 de febrero: 5 personas son ejecutadas en distintos municipios del estado, dos de las víctimas en Tuxpan, al igual que en Ruiz y una víctima más en Santiago Ixcuintla.

- 9 de febrero: Enfrentamiento armado entre la marina y el presunto líder del Cártel de Sinaloa de Nayarit y Jalisco, deja un saldo de 8 muertos en la ciudad de Tepic. El líder llamado 'H2' fue abatido junto con 7 integrantes más, la noche del 9 de febrero a las 19:30 horas aproximadamente. En menos de 24 horas sumaban 13 personas ejecutadas en el estado.

- 10 de febrero: En la madrugada del 10 de febrero, varios integrantes del Cártel del 'H2' fueron abatidos tras un fuerte enfrentamiento con la marina en Pantanal. En la misma tarde del día, 3 personas fueron ejecutadas fueron cerca del poblado de Camichin, a las afueras de la ciudad de Tepic. En menos de 3 días, 20 personas fueron asesinadas en el estado en distintos municipios, 15 de las cuales fueron en la capital. El estado experimentó una racha violenta la cual no era vista desde finales de 2012, lo que despertó alertas en toda la región.

### 2018
El 2018 inició con una de las rachas más violentas del estado. Durante los primeros 18 días del año, fueron asesinadas 21 personas, de las cuales 19 fueron en el área conurbada de Tepic y Xalisco,  una en el municipio de Bahía de Banderas y una en Santiago Ixcuintla. 
- Enero: Del 13 al 16 de enero, Las autoridades estatales de la fiscalía general del estado, encontraron 33 fosas clandestinas localizadas en la localidad de Pantanal. Con el hallazgo de las 33 fosas, fue un total de 530 personas asesinadas durante 2018, en las primeras tres semanas del año. La mayoría de los cuerpos localizados en las fosas clandestinas pertenecían a las más de 140 personas desaparecidas en el estado desde 2017.

- 21 de marzo: La Policía Estatal, liberó a 9 personas privadas de la libertad, tras un enfrentamiento en una casa de Puerta del Sol, Xalisco, en el que abatió a 3 delincuentes.

- 19 de abril: La Policía Estatal abatió a 3 delincuentes en la carretera Tepic - El Rincón, tras un enfrentamiento derivado de una persecución iniciada en el Periférico Nogales.

## Disminución (2019-2022)
Durante el gobierno de Antonio Echevarría García, se realizó una reestructuración organizacional. 
La Policía Nayarit (corporación dependiente de la Fiscalía General del Estado) fue reemplazada por la Policía Estatal, que depende de la Secretaría de Seguridad y Protección Ciudadana.

## Repunte de 2023
En el año 2023, el Cartel de Sinaloa, aumentó sus incursiones por el norte de Nayarit, a través de la Operativa del Mayo Zambada (MZ), con el objetivo de ganar territorio frente al Cartel Jalisco Nueva Generación; por este motivo, se incrementó la incidencia delictiva principalmente en la zona, aunque también en el centro del Estado.

## Reorganización (2024-2024)
A raíz de la división entre el Cártel de Sinaloa y la Operativa del Mayo Zambada; el CDS firmó una alianza con el CJNG, para colaborar en la lucha contra la Operativa MZ, a través de un grupo armado autodenominado como "Fuerzas Especiales Unión"; a cambio de que estas dos organizaciones compartan su territorio durante el conflicto y posteriormente hagan una repartición.

### 2024
- 2 de diciembre:

### 2025
- 11 de mayo: durante la madrugada, un grupo de delincuentes baleó la fachada de la Presidencia Municipal de Huajicori, así como de dos establecimientos comerciales; además de incendiar un vehículo a la salida de la localidad.

## Otros municipios
Los municipios de Acaponeta, Ruiz y Tuxpan no se quedan atrás, ya que son (después de Tepic y Xalisco) los municipios con más derramamiento de sangre; juntos hacen casi 200 asesinatos.
- 26 de mayo de 2011: Un enfrentamiento entre el Cártel de Sinaloa y Los Mazatlecos, dejó un saldo de 29 personas muertas en las inmediaciones del municipio de Ruiz, al norte del estado. Este se ha considerado uno de los peores enfrentamientos armados del país, y el que más víctimas mortales dejó en el estado.

## Defunciones por homicidio en el estado
En la siguiente tabla se muestra el número de muertes por homicidio del estado de Nayarit desde 2009. 
- El total de homicidios mostrados en cada año no representan las ejecuciones perpetradas por organizaciones criminales en sí, si no un total entre estas y homicidios no relacionados con el narcotráfico.
- Los datos son proporcionados por la Consulta de INEGI.

| Año  | Homicidios dolosos | Promedio semanal | Diferencia |
| ---- | ------------------ | ---------------- | ---------- |
| 2009 | 195                | 3.75             | 19.35%     |
| 2010 | 541                | 10.40            | 177.43%    |
| 2011 | 583                | 11.29            | 7.76%      |
| 2012 | 288                | 5.53             | 50.61%     |
| 2013 | 226                | 4.34             | 21.53%     |
| 2014 | 173                | 3.32             | 23.46%     |
| 2015 | 146                | 2.80             | 15.61%     |
| 2016 | 149                | 2.86             | 2.05%      |

## Ranking Mundial
El Consejo Ciudadano para la Seguridad Pública y Justicia Social incluyó a la Zona Metropolitana de Tepic como la decimotercera ciudad más peligrosa del mundo en 2010, y en el puesto número 16 en la edición de 2011. La ciudad salió del ranking en el 2012, junto con Mazatlán, Durango y Veracruz, las cuales también figuran en años pasados.
| Año  | Posición Mundial | Tasa de homicidios (por cada 100 mil habitantes) | Homicidios dolosos |
| ---- | ---------------- | ------------------------------------------------ | ------------------ |
| 2010 | 13               | 79.9                                             | 343                |
| 2011 | 16               | 68.05                                            | 299                |